# 拉什森特 (堪薩斯州)
拉什森特（英語：Rush Center）是一個位於美國堪薩斯州拉什縣的城市。

## 地方資料
根據2020年美國人口普查的數據，拉什森特的面積為0.93平方千米，當中陸地面積為0.93平方千米，而水域面積為0.00平方千米。當地共有人口141人，而人口密度為每平方千米151.61人。